# Maxime Farazijn
Maxime Farazijn, né le 2 juin 1994 à Ypres, est un coureur cycliste belge. Son père Peter fut également cycliste professionnel de 1991 à 2005.

## Biographie
Maxime Farazijn naît le 2 juin 1994 à Ypres en Belgique.
Membre de l'équipe DJ-Matic Kortrijk de 2009 à 2012, il rejoint l'année suivante l'équipe EFC-Omega Pharma-Quick Step.
En 2014, il remporte la 2e étape du Circuit de Saône-et-Loire, le contre-la-montre par équipes de la 3e étape de l'Essor breton et la 3e étape du Tour de Flandre-Orientale. 
En 2015, il remporte Bruxelles-Opwijk puis la 4e étape du Triptyque des Monts et Châteaux et la troisième place de son classement général. En fin de saison, il signe un contrat avec l'équipe continentale professionnelle belge Topsport Vlaanderen-Baloise.

## Palmarès et résultats

### Palmarès par année
- 2012
  - Grand Prix André Noyelle
  - 3e du Trophée des Flandres
- 2014

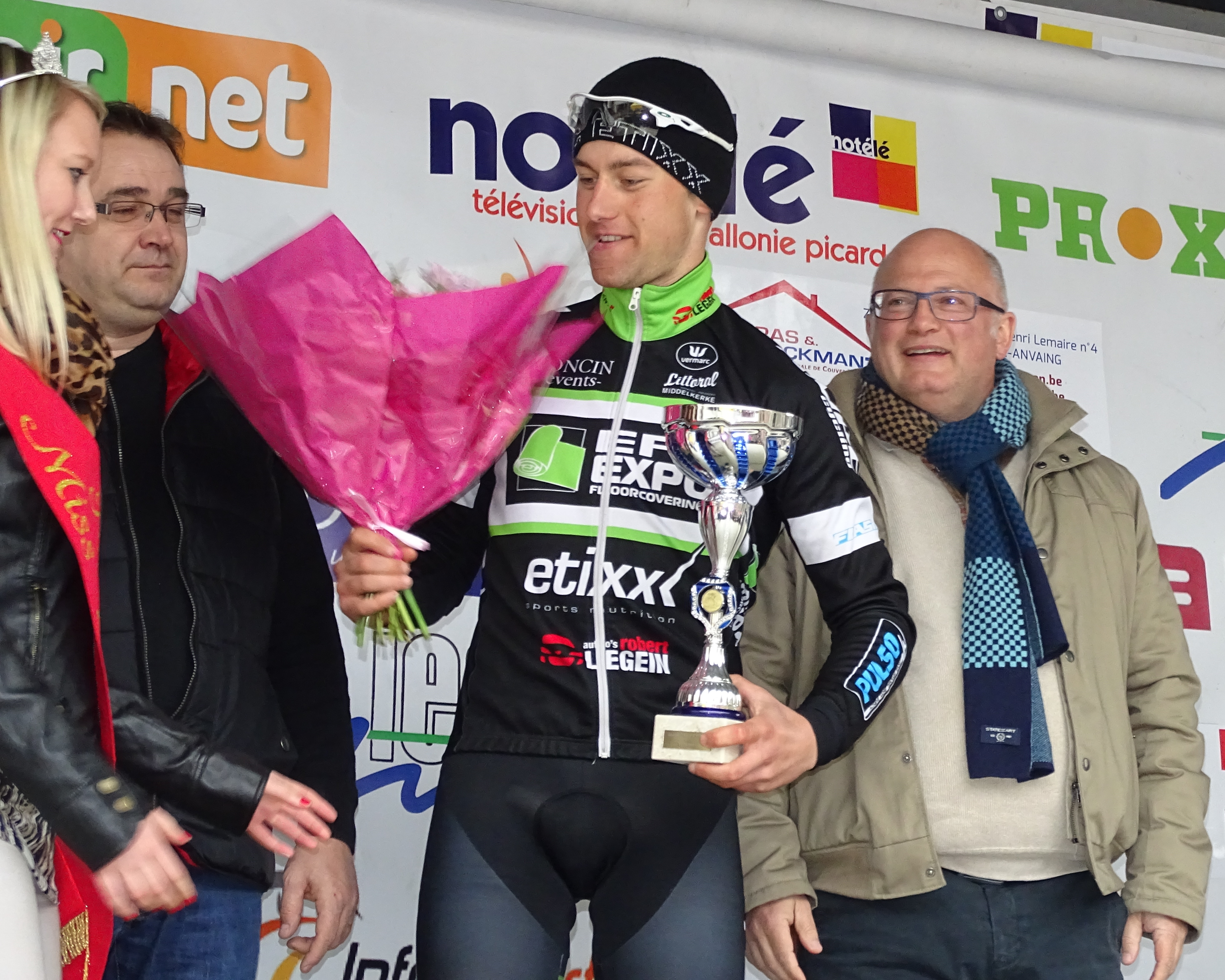
Maxime Farazijn vainqueur de la 4e étape du Triptyque des Monts et Châteaux 2015.

  - 2e étape du Circuit de Saône-et-Loire
  - 3e étape de l'Essor breton (contre-la-montre par équipes)
  - 3e étape du Tour de Flandre-Orientale
  - 2e du Championnat du Pays de Waes
- 2015
  - Bruxelles-Opwijk
  - 4e étape du Triptyque des Monts et Châteaux
  - Heuvelland Classic
  - 2e de la Zuidkempense Pijl
  - 2e du Grand Prix Jules Van Hevel
  - 3e de Paris-Tours espoirs
  - 3e du Triptyque des Monts et Châteaux
- 2019
  - 2e étape de l'Estivale bretonne
  - 2e du Critérium de Soissons
  - 3e de l'Internatie Reningelst
- 2020
  - 3e de Gand-Staden

### Classements mondiaux
| Année           | 2014 | 2015 | 2016   | 2017 | 2018 |
| --------------- | ---- | ---- | ------ | ---- | ---- |
| UCI Europe Tour | 536e | 256e | 1 231e | 831e | 850e |